# Pirin bufer
Pirin bufer este o arie protejată (arie de protecție specială avifaunistică — SPA) din Bulgaria întinsă pe o suprafață de 31.801,84 ha, integral pe uscat.

## Localizare
Centrul sitului Pirin bufer este situat la coordonatele 41°36′01″N 23°33′43″E / 41.6003°N 23.562°E.

## Înființare
Situl Pirin bufer a fost declarat arie de protecție specială avifaunistică în mai 2011 pentru a proteja 45 de specii de animale.

## Biodiversitate
Situată în ecoregiunile alpină și continentală, aria protejată nu include niciun habitat protejat.
La baza desemnării sitului se află mai multe specii protejate de  păsări (45): uliu cu picioare scurte (Accipiter brevipes), uliu păsărar (Accipiter nisus), minunița (Aegolius funereus), rață pitică (Anas crecca), rață mare (Anas platyrhynchos), acvilă de munte (Aquila chrysaetos), acvilă țipătoare mică (Aquila pomarina), cocoșul de mesteacăn (Bonasa bonasia), buha (Bubo bubo), șorecarul comun (Buteo buteo), șorecar mare (Buteo rufinus), caprimulg (Caprimulgus europaeus),  prundaș gulerat mic (Charadrius dubius), barză albă (Ciconia ciconia), barză neagră (Ciconia nigra), șerpar (Circaetus gallicus), erete vânăt (Circus cyaneus), cristeiul de câmp (Crex crex), ciocănitoare cu spate alb (Dendrocopos leucotos), ciocănitoare neagră (Dryocopus martius), egretă albă (Egretta alba), presură de grădină (Emberiza hortulana), șoim dunărean (Falco cherrug), șoim călător (Falco peregrinus), șoimul rândunelelor (Falco subbuteo), vânturel roșu (Falco tinnunculus), vânturel de seară (Falco vespertinus), Ficedula semitorquata, găinușă de baltă (Gallinula chloropus), ciuvică (Glaucidium passerinum), vulturul pleșuv sur (Gyps fulvus), acvilă pitică (Hieraaetus pennatus), sfrâncioc roșiatic (Lanius collurio), sfrânciocul cu frunte neagră (Lanius minor), ciocârlie de pădure (Lullula arborea), prigoare (Merops apiaster), gaia neagră (Milvus migrans), vultur egiptean (Neophron percnopterus), stârc de noapte (Nycticorax nycticorax), vultur pescar (Pandion haliaetus), viespar (Pernis apivorus), ciocănitoare de munte (Picoides tridactylus), ciocănitoare verzuie (Picus canus), silvie porumbacă (Sylvia nisoria),  cocoș de munte (Tetrao urogallus)